# Peter Pex
Petrus Leonardus Maria Pex (Zutphen, 5 juni 1946) is een Nederlands econoom, ondernemer en voormalig politicus namens het CDA en voorheen de KVP.

## Loopbaan
Pex studeerde economie aan de Erasmus Universiteit. Hij was werkzaam als leraar economie bij het Stanislascollege in Delft en was tussen 1970 en 1984 lid van de gemeenteraad van Rotterdam. Hij was secretaris van de Kamer van Koophandel Rotterdam en in 1978 kort directeur van het World Trade Center Rotterdam. Pex was onderdirecteur van Slavenburg's bank en directeur van de Koninklijke Vereniging Het Comité van Graanhandelaren. In 1992 begon Pex zijn eigen consultancy- en interim-managementbureau. Een jaar later werd hij partner in een communicatiebureau.
Pex werd in 1994 verkozen tot lid van het Europees Parlement. Rond de Europese Parlementsverkiezingen 1994 onthulde Henk Krol in de Gay Krant dat voor het CDA een homoseksueel in het Europees Parlement kwam. Pex, die eerder gehuwd was en kinderen heeft, wilde echter geen publiek uithangbord voor homo's en lesbiennes in Europa worden. Wel zette hij zich in voor gelijke behandeling van de partner van een Nederlandse ambtenaar en was hij oprichter van de interparlementaire groep voor de rechten van homo's en lesbiennes. Hiervoor kreeg Pex in 1996 de Prix Egalité. In 1997 verzette hij zich tegen de uitbreiding van de EU met het 'homo-onvriendelijke' Cyprus.
Bij de Europese Parlementsverkiezingen 1999 leidde zijn kandidatuur tot een felle discussie binnen zijn eigen partij. De Beweging Christelijke Koers wilde hem vanwege zijn geaardheid van de kieslijst halen. Na de commotie vertrokken twee leden van het dagelijks bestuur van het CDA. Pex, die op een zesde plaats stond, kwam echter niet in het Europees Parlement. Het CDA behaalde zes zetels maar de lager geplaatste Maria Martens werd met voorkeurstemmen verkozen. In juni 2003 keerde hij alsnog terug als Europarlementariër toen Karla Peijs minister werd in het kabinet-Balkenende II. In 2004 was hij niet meer verkiesbaar. Van 2006 tot 2013 was Pex beleidsmedewerker Europese zaken bij Vewin en de Unie van Waterschappen. Inmiddels  is hij bestuurslid provinciale afdeling van CDA Senioren Zuid-Holland en is hij betrokken bij de Nederlandse Bond voor Pensioenbelangen en is hij lid van het kerkbestuur van de Paradijskerk.